# Hans-Peter König
Hans-Peter König (Düsseldorf, República Federal de Alemania, ?) es un cantante lírico alemán, con el registro de bajo. Especialista en papeles "negros" wagnerianos: Fafner, Fasolt, Hunding y Hagen en El Anillo del Nibelungo, también ha sido aclamado como Gurnemanz en Parsifal, el Rey Enrique en Lohengrin, Daland en El holandés errante y Hermann en Tannhäuser. 
Ha participado en los registros videográficos del Anillo del Nibelungo de Nueva York, bajo las direcciones de James Levine y Fabio Luisi (producción de Robert Leplage) y de Bayreuth (producción de Tankred Dorst) cantando Fafner, Hunding y Hagen, en la primera y Fafner y Hagen, en la segunda.
También ha grabado el video de Lohengrin del Festival de Baden-Baden, interpretando a Enrique I el Pajarero, bajo la dirección de Kent Nagano (producción de Nikolas Lehnhoff).